# 都ぞ弥生

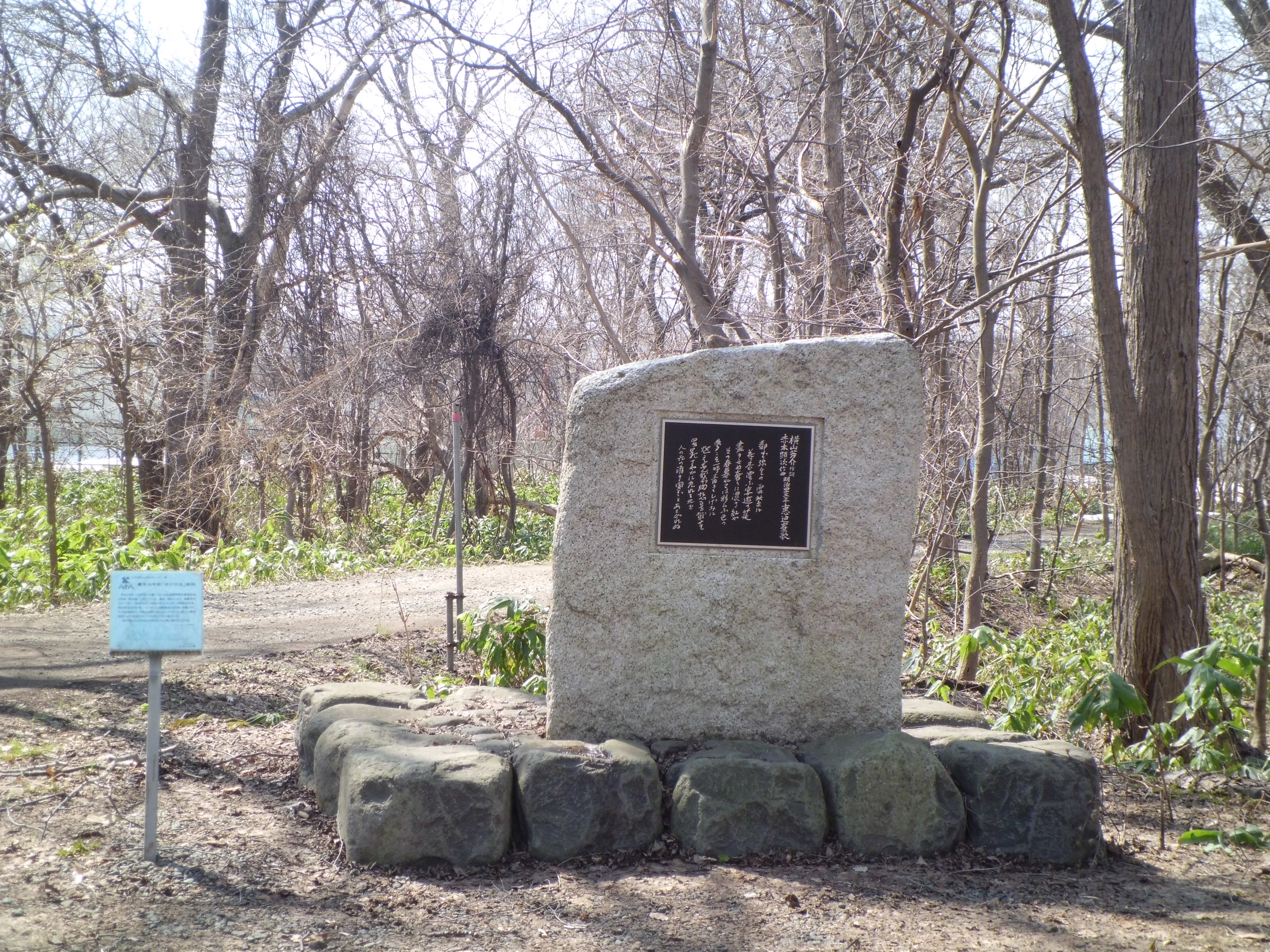
北海道大学の「都ぞ弥生」歌碑

都ぞ弥生（みやこぞやよい）は、北海道大学の学生寮である恵迪寮の寮歌の一つ。
1912年（明治45年）度の寮歌として作られた。当時の恵迪寮は、北海道大学の前身となる東北帝国大学農科大学の予修科（予科）学生の寄宿舎であった。恵迪寮では1907年から寮歌が作られており、都ぞ弥生は第6回目の寮歌である。
作曲者は当時予科3年生であった赤木顕次（1891年 - 1959年）。作詞者は同じく2年生であった横山芳介（1893年 - 1938年）。
さっぽろ・ふるさと文化百選のNo.099に選定されている。

## 概要
都ぞ弥生は自然の美しさを讃える歌詞であるのが特徴である。色彩や光彩を表現する言葉が多く使われ、星・雲・空などの広大な自然を表す言葉も多い。1番の歌い出しの 「都」 とは、今日ではしばしば札幌のことと誤解されるが、当時の札幌は都会ではなかった。また、当時の大学予科は9月入学であり、1番の歌詞は実際には、華やかな都（おそらく東京）の春の桜の姿を暫時のものと見限り、「人の世の清き国」 北海道に憧れた心情を歌っているのである。2番では秋に至り念願の北海道に至った「主人公」が収穫期を迎えた石狩平野、北海道帝国大学キャンパスから見て真西の方角に位置する手稲山の山巓が夕日を受け止める有様を目の当たりにし、寮生活の中で3番で冬の厳寒期を迎え、春に至り構内を流れるサクシュコトニ川下流の低湿地にミズバショウが花咲くさまを愛でる4番、盛夏を迎え「人の世の清き国」の一年を総括し、寮生活の成果を誇る5番へと至る。
都ぞ弥生の歌碑は、北海道大学構内と静岡市の2箇所にある。北海道大学構内のものは、1957年に大学創基80周年記念行事の一つとして建立され、札幌市北区歴史と文化の八十八選のうち、「1.文学と学問の道〈鉄西・幌北コース〉」に属する「19.恵迪寮歌『都ぞ弥生』歌碑」として選定されている。静岡市のものは、横山芳介の菩提寺である長源禅院の中に横山の没後20年を記して、横山に育てられた孤児の河田悠記恵と静岡市在住の同窓生等により1958年1月に建てられた。刻まれた文字は横山の遺品のノートから復刻されたものである。
歌詞は5番まであるが、1・2番のみや1・2・5番のみが歌われることが多い。寮生や応援団により歌われているメロディーと合唱団などにより歌われているメロディーには若干異なる所がある。また、寮生や応援団によるものの方がゆっくりとしたテンポで、間をとって歌われる。一説によると、例年市内の円山公園で行われる応援団主催の春の花見会で、都ぞ弥生を歌いながら会場へ歩き始め、会場到着と同時に歌い終わるように歌ったためゆっくりとなった、とある。
しばしば「日本三大寮歌」の一つに挙げられる。他の二つは、旧制第一高等学校寮歌「嗚呼玉杯」と旧制第三高等学校寮歌「逍遥の歌」である。なお、「日本三大校歌」の一つと言われることもままあるが、都ぞ弥生などは、校歌ではないので誤りである。
札幌駅のJRタワーの展望室にある男子トイレの窓ガラスには2番の歌詞が貼られており、2番冒頭で歌われている石狩平野を眺めながら歌詞を見ることができる。

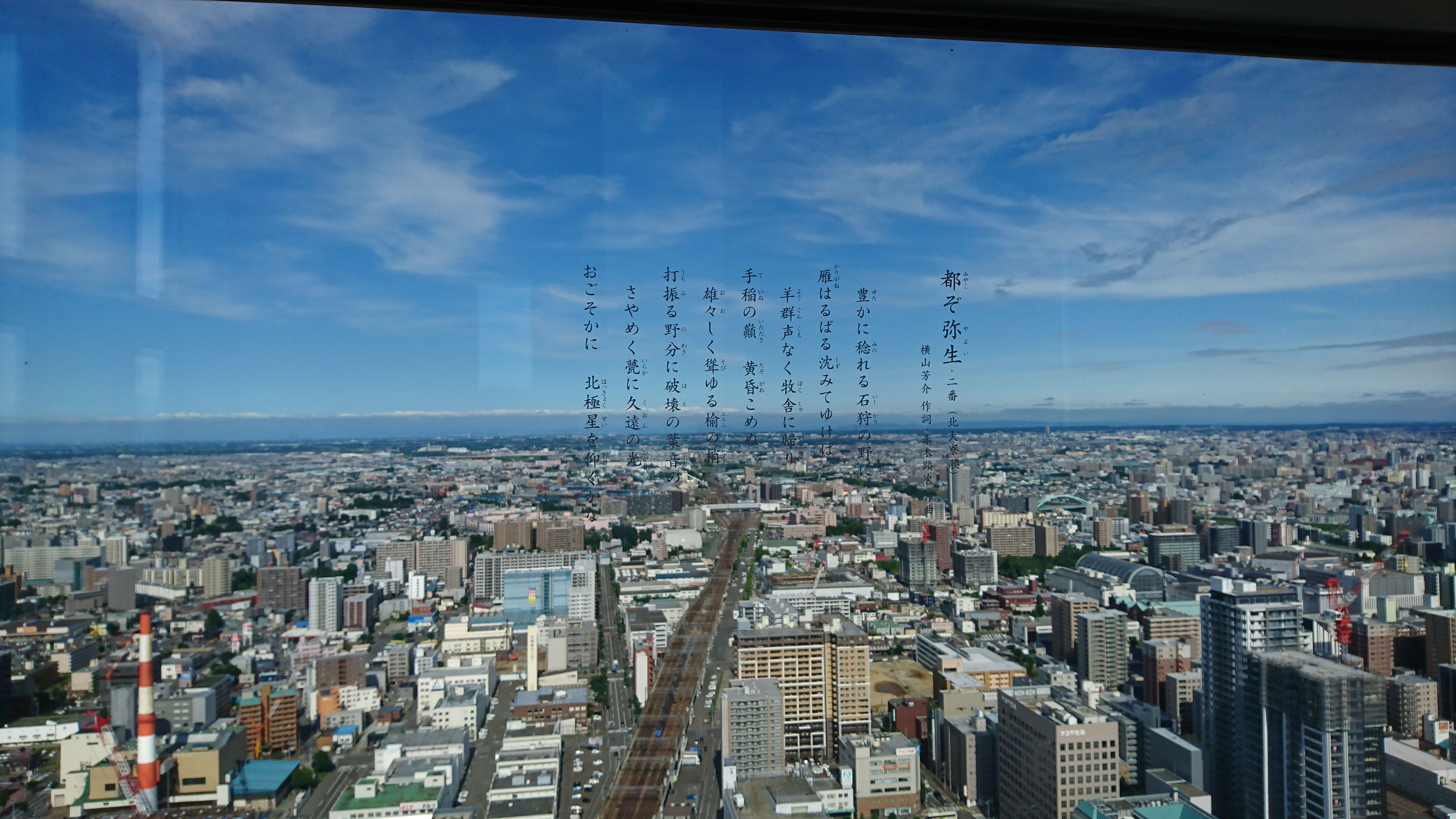
JRタワーT38展望室のトイレにある都ぞ弥生の歌詞

昭和時代の北大生の学生生活を描いた『七帝柔道記』には「都ぞ弥生」の前口上と5番までのすべての歌詞が紹介され、学生たちが歌うシーンが頻繁に出てくる。同作品には他に「ストームの歌」や「瓔珞みがく」などを歌うシーンもある。『となりのトトロ』の小説版にはサツキとメイの父親・タツオが「都ぞ弥生」を歌うシーンがある。
2013年には都ぞ弥生の誕生100周年を記念して、寮歌の製作について描かれたドキュメンタリードラマ「清き國ぞとあこがれぬ」が、北海道放送より放映された。
2018年現在、北海道大学（札幌キャンパス）構内のインフォメーションセンター「エルムの森」館内のオルゴールメロディとして流れている。また同構内にあるクラーク会館においても22時の閉館が近くなったときにオルゴールメロディが流れている。

### 前口上
都ぞ弥生を歌う際に前口上として述べられる口上は、次の通り。
吾等（われら）が三年（みとせ）を契る絢爛のその饗宴（うたげ）は、げに過ぎ易し。
然れども見ずや穹北に瞬く星斗（せいと）永久（とわ）に曇りなく、
雲とまがふ万朶（ばんだ）の桜花久遠（くおん）に萎えざるを。
寮友（ともどち）よ徒らに明日の運命（さだめ）を歎（なげ）かんよりは楡林（ゆりん）に篝火（かがりび）を焚きて、
去りては再び帰らざる若き日の感激を謳歌（うた）はん。
この後に、「明治45年度寮歌、横山芳介君作歌・赤木顕次君作曲、都ぞ弥生、アインス、ツバイ、ドライ」と続け、歌に入る（「アインス、ツバイ、ドライ」は、ドイツ語で「一、二、三」の意）。北海道大学の寮歌の前口上では、先輩に敬意を表して作詞者、作曲者の名前を君付けで紹介する。
この前口上は「楡陵謳春賦」と呼ばれ、現在では都ぞ弥生の前口上として述べられることが多いが、実際には1936年（昭和11年）に同寮歌である『嗚呼茫々の』の序文として当時の学生宍戸昌夫によって書かれたものである。

## 歌詞
一

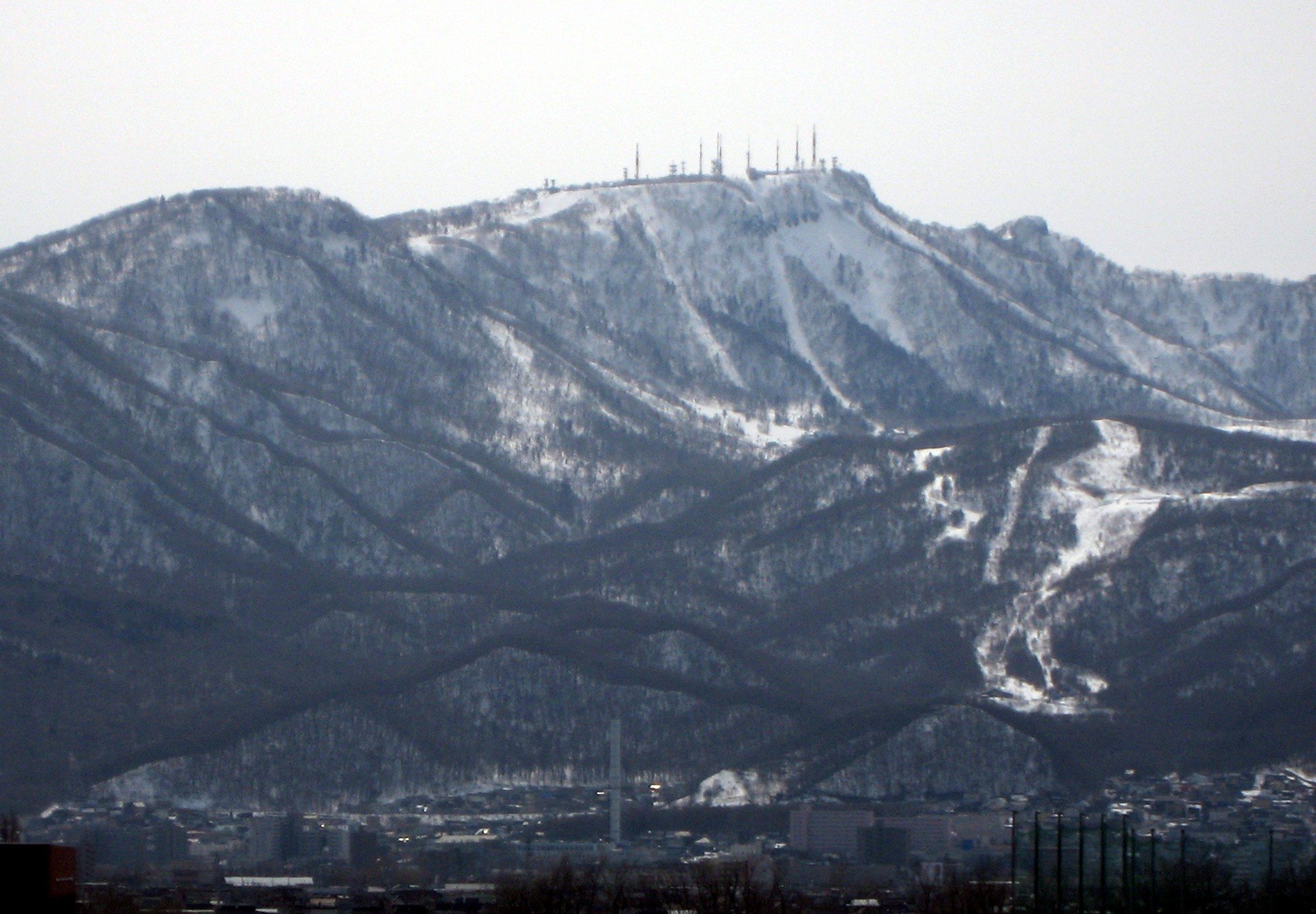
手稲山。北海道大学キャンパスから見て西の位置にある

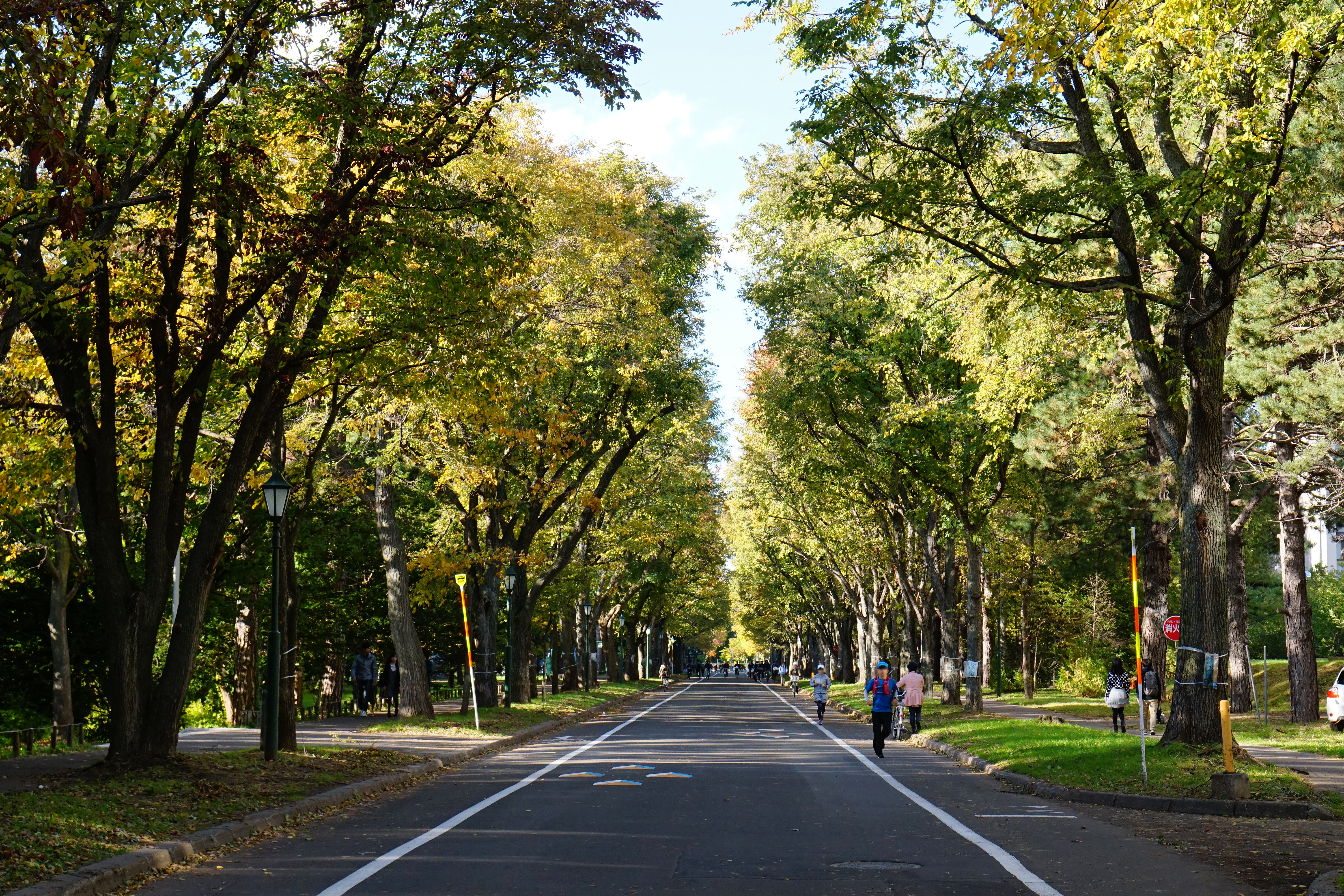
ハルニレ（英語名：エルム）ほか大木が林立する北海道大学キャンパス

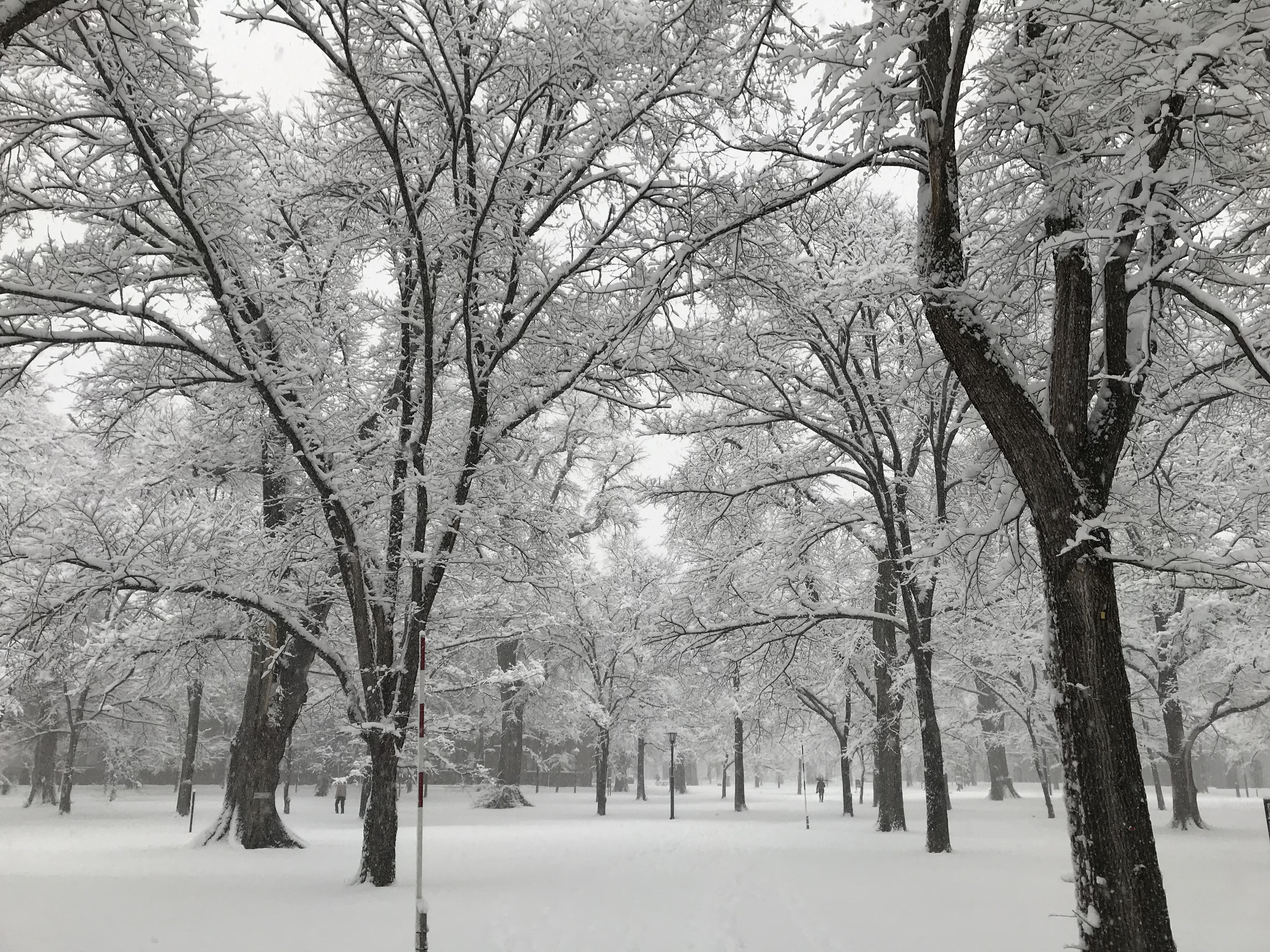
冬のキャンパス内

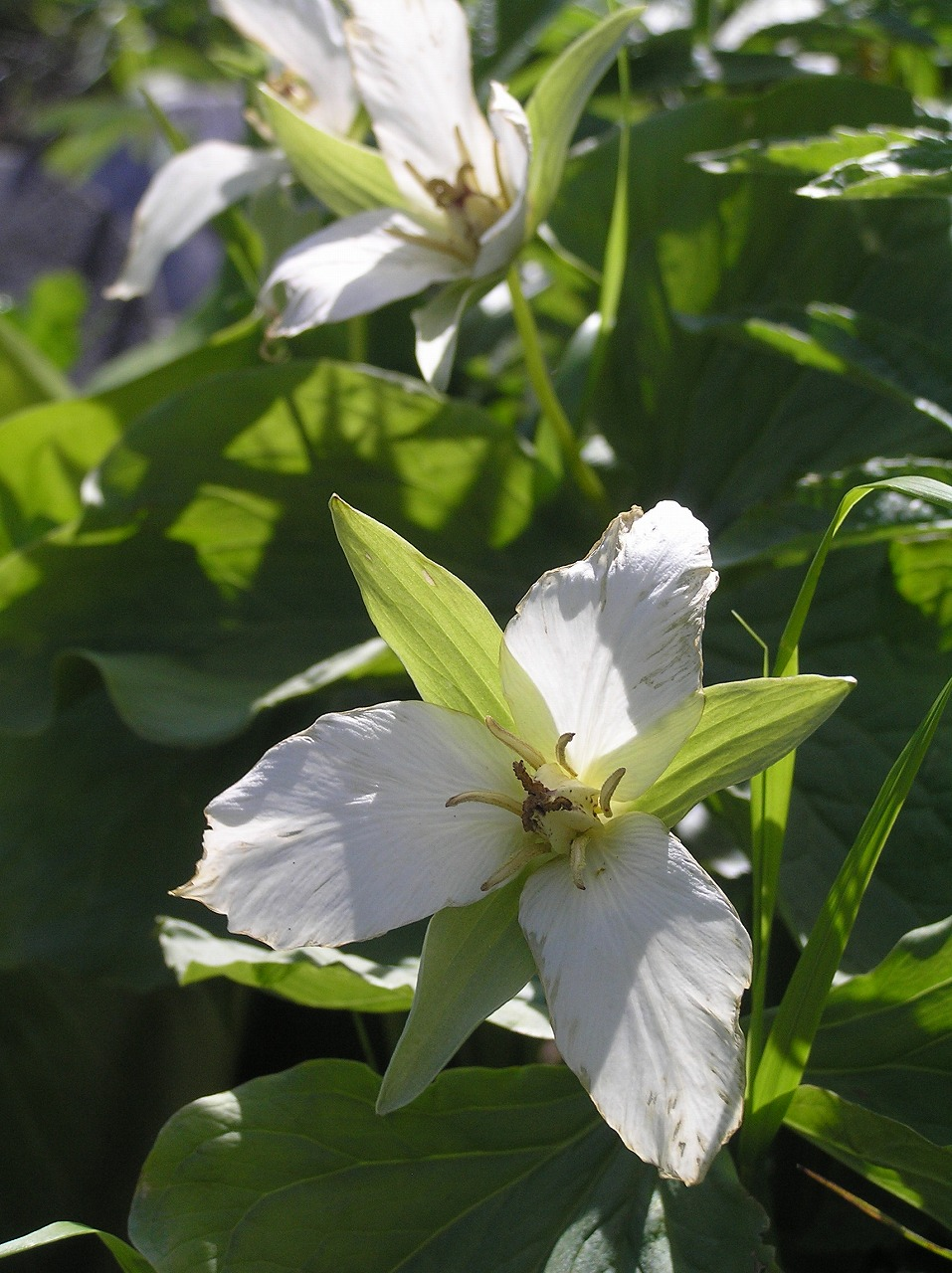
校章に採用されているオオバナノエンレイソウ

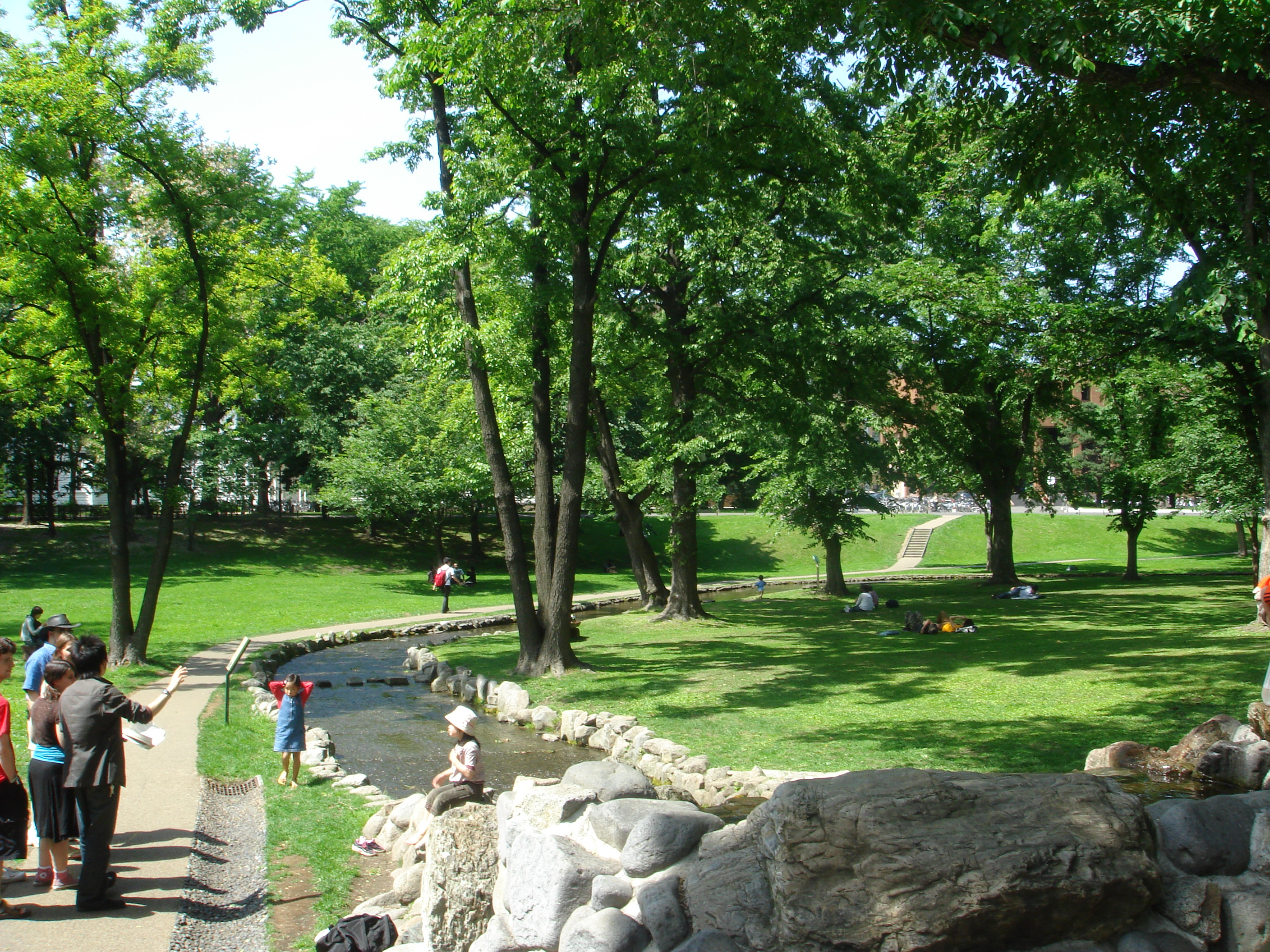
キャンパス内を流れるサクシュコトニ川

都ぞ弥生の雲紫に　花の香漂ふ宴遊（うたげ）の筵（むしろ）
尽きせぬ奢（おごり）に濃き紅（くれない）や　その春暮ては移らふ色の
夢こそ一時（ひととき）青き繁みに　燃えなん我胸（わがむね）想ひを載せて
星影冴かに光れる北を
人の世の　清き国ぞとあこがれぬ
二
豊かに稔れる石狩の野に　雁（かりがね）遥々（はるばる）沈みてゆけば
羊群声なく牧舎に帰り　手稲の嶺（いただき）黄昏（たそがれ）こめぬ
雄々しく聳ゆる楡（エルム）の梢　打振る野分（のわき）に破壊（はゑ）の葉音の
さやめく甍（いらか）に久遠（くをん）の光り
おごそかに　北極星を仰ぐ哉
三
寒月懸（かか）れる針葉樹林　橇の音（ね）凍りて物皆寒く
野もせに乱るる清白の雪　沈黙（しじま）の暁霏々（ひひ）として舞ふ
ああその朔風飊々（ひょうひょう）として　荒（すさ）ぶる吹雪の逆巻くを見よ
ああその蒼空（そうくう）梢聯（つら）ねて
樹氷咲く　壮麗の地をここに見よ
四
牧場（まきば）の若草陽炎燃えて　森には桂の新緑萠（きざ）し
雲ゆく雲雀に延齢草の　真白（ましろ）の花影さゆらぎて立つ
今こそ溢れぬ清和の陽光（ひかり）　小河の潯（ほとり）をさまよひゆけば
うつくしからずや咲く水芭蕉
春の日の　この北の国幸多し
五
朝雲流れて金色（こんじき）に照り　平原果てなき東（ひんがし）の際（きわ）
連なる山脈（やまなみ）玲瓏として　今しも輝く紫紺の雪に
自然の藝術（たくみ）を懐（なつかし）みつつ　高鳴る血潮のほとばしりもて
貴（たふ）とき野心の訓（をし）へ培ひ
栄え行く　我等が寮を誇らずや

## 楽譜
恵迪寮自治会発行の寮歌集に掲載されている楽譜を載せる。これは1975年（昭和50年）に北海道大学交響楽団の常任指揮者であった川越守によって改訂されたものである。都ぞ弥生を含めた恵迪寮寮歌は時代によって歌うテンポなどに違いが見られることや、当時伝わっていた楽譜自体も音楽的に適切なものでないなどの問題があったが、恵迪寮史などを参考に改訂が行われている。

## 都ぞ弥生が登場する作品
- ゴジラの逆襲：1955年公開。北海道の料亭で宴会が催されるシーンで、都ぞ弥生を合唱している声が聞こえる。
- 風速40米：1958年公開。北大工学部建築学科に所属している主人公と妹が一緒にテラスで歌うシーンがある。
- あじさいの歌：1960年公開[8]。『風速40米』でも都ぞ弥生を歌った石原裕次郎演じる商業デザイナーが、訪問先の家で歌うシーンがある。
- となりのトトロ：1988年発行。宮崎駿原作、久保つぎこ著の小説版では、お母さんのお見舞いに行った帰りにお父さんが歌うシーンがある[3]。
- 七帝柔道記：2013年発行。北大柔道部OB増田俊也著。北大柔道部の伝統行事のために都ぞ弥生などの寮歌を覚えるシーンがある[9]。
- 清き國ぞとあこがれぬ：2013年放送。北海道放送制作。都ぞ弥生誕生にまつわるドキュメンタリードラマ。北大合唱団OBによって歌われたものが挿入されている。
- 死にがいを求めて生きているの：2019年刊行。朝井リョウ著。北大祭における「一万人の都ぞ弥生」で都ぞ弥生を歌うシーンがある[10]。